# 小行星9546
小行星9546是一颗围绕太阳公转的小行星。1984年9月22日，天文学家亨利·德波鸿诺在拉西拉天文台发现了此天体。
这颗小行星的绝对星等为.5457607321528767等。